# Douglas DC-8
Douglas DC-8 (známý i jako McDonnell Douglas DC-8) je americký čtyřmotorový proudový úzkotrupý dopravní letoun pro střední a dlouhé tratě. Šlo o první proudové letadlo od společnosti Douglas Aircraft. Výroba probíhala v letech 1958 až 1972, přičemž se vyrobilo 556 kusů letadel tohoto typu. DC-8 byl uveden po konkurenčním typu Boeing 707, aby udržel firmu Douglas v silném postavení na trhu s letadly a zůstal ve výrobě až do roku 1972, kdy jej začaly nahrazovat větší širokotrupé letouny jako Boeing 747, McDonnell Douglas DC-10 a Lockheed L-1011 TriStar. Konstrukce DC-8 dovolovala mírně větší kapacitu nákladu než Boeing 707 a některé DC-8 s novějšími motory jsou v provozu jako nákladní letouny.

## Vývoj

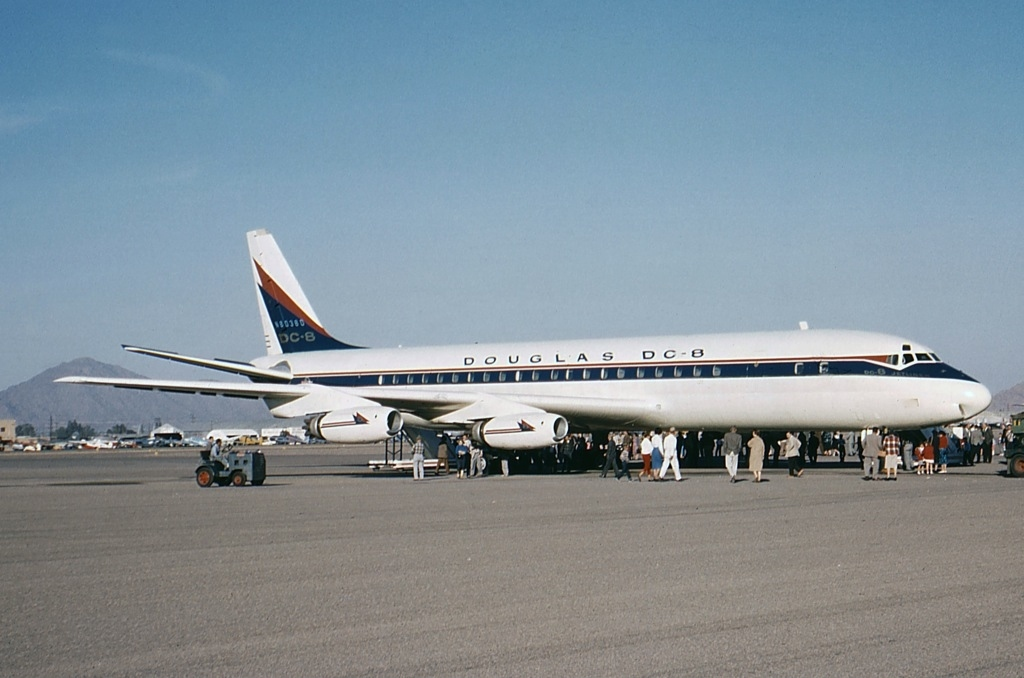
Jeden z prvních DC-8-10 v barvách společnosti Douglas, 1959.

Po druhé světové válce měl Douglas na trhu komerčních letadel vedoucí postavení. Boeing představil moderní celokovové dopravní letadlo v roce 1933 svým modelem 247, ale Douglas učinil komerční leteckou dopravu realitou. Ve třicátých, čtyřicátých a padesátých letech zde vznikla řada pístových letadel (DC-2, DC-3, DC-4, DC-5, DC-6 a DC-7). V roce 1949, kdy vzlétl první proudový dopravní letoun de Havilland Comet, Douglas necítil potřebu spěchat do něčeho nového.
Průlomový letoun de Havilland Comet vstoupil do služby v roce 1952. Zpočátku to byl úspěch, ale v roce 1954 byl, po dvou katastrofách, které byly následně přičteny únavě materiálu (přesněji nebezpečné koncentraci napětí kolem čtvercových výřezů pro antény ADF - automatický směrový zaměřovač) a následné dekompresi kabiny, uzemněn. Celý letecký průmysl z tohoto poučení získal značný užitek a vyústil ve značnou pozornost na konstrukci detailů v přetlakové kabině DC-8. V roce 1952 Douglas zůstával nejúspěšnějším výrobcem komerčních letadel. Měli téměř 300 objednávek na pístový letoun DC-6 a jeho nástupce, DC-7, který ještě musel prodělat první let. Katastrofy a následný nedostatek zájmu leteckých společností o proudové letouny ukazovaly na dobré rozhodnutí držet se vrtulových letadel.
Boeing podnikl odvážný krok, když začal plánovat čistě proudové letadlo již v roce 1949. Vojenská divize společnosti Boeing získala zkušenosti s velkými proudovými letouny s dlouhým doletem prostřednictvím strojů B-47 Stratojet (první let 1947) a B-52 Stratofortress (1952). S tisíci kusy objednaných nebo již do služby zařazených proudových bombardérů si Boeing vytvořil úzký vztah se strategickým leteckým velením (Strategic Air Command, SAC) amerického letectva. Boeing také dodával tankovací letoun KC-97 Stratofreighter s pístovými motory, ale ty byly příliš pomalé a s nízkým dostupem, než aby mohly snadno pracovat s novými proudovými bombardéry. Zejména B-52 musel sestoupit ze své cestovní výšky a poté letět pomalu, až téměř „zastavit“, aby mohl dotankovat z KC-97.
Douglas tajně v polovině roku 1952 zahájil studie projektu tryskového letounu. V polovině roku 1953 se z nich vyvinula podoba finální DC-8 - 80místné dolnoplošné letadlo se čtyřmi proudovými motory Pratt & Whitney JT3C, šípové křídlo s úhlem 30° a vnitřní průměr kabiny 11 stop (3,35 m), aby bylo možné mít vedle sebe 5 míst. Maximální hmotnost měla být 190 000 lb (86 metrických tun) a dolet byl odhadován na asi 3 000–4 000 mil (4 800–6 400 km).
První let prototypu DC-8-11 (sériové číslo 45252, registrace N8008D) se uskutečnil 30. května 1958 z letiště v Long Beach. Posádku tvořil zkušební pilot Arnold G. Heimerdinger, druhý pilot William M. Magruder a letecký inženýr Paul H. Patten. Prvnímu letu přihlíželo 50 000 lidí. Prototyp doprovázel letoun Douglas DC-7 a cvičný letoun Lockheed T-33A Shooting Star. Po dvou hodinách prototyp přistál na Edwardsově letecké základně, kde zkoušky pokračovaly.
Dne 21. srpna 1961 Douglas DC-8-43 (sériové číslo 45623, registrace N9604Z) v klesavém letu z výšky 15 267 metrů (50 090 stop) plánovaně dosáhl rychlosti 1,012 Machu. Jako první dopravní letoun tak překonal rychlost zvuku. Nadzvukovou rychlost udržel šestnáct sekund. Posádku DC-8 tvořili šéfpilot William Magruder, Paul Patten, Joseph Tomich a Richard Edwards. Při rekordním letu stroj doprovázely stíhací letouny amerického letectva F-100 Super Sabre a F-104 Starfighter.

## Varianty

### Rané modely

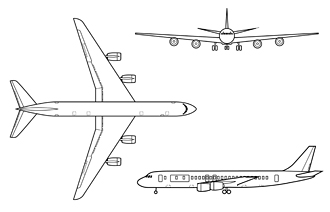
Siluety Douglasu DC-8

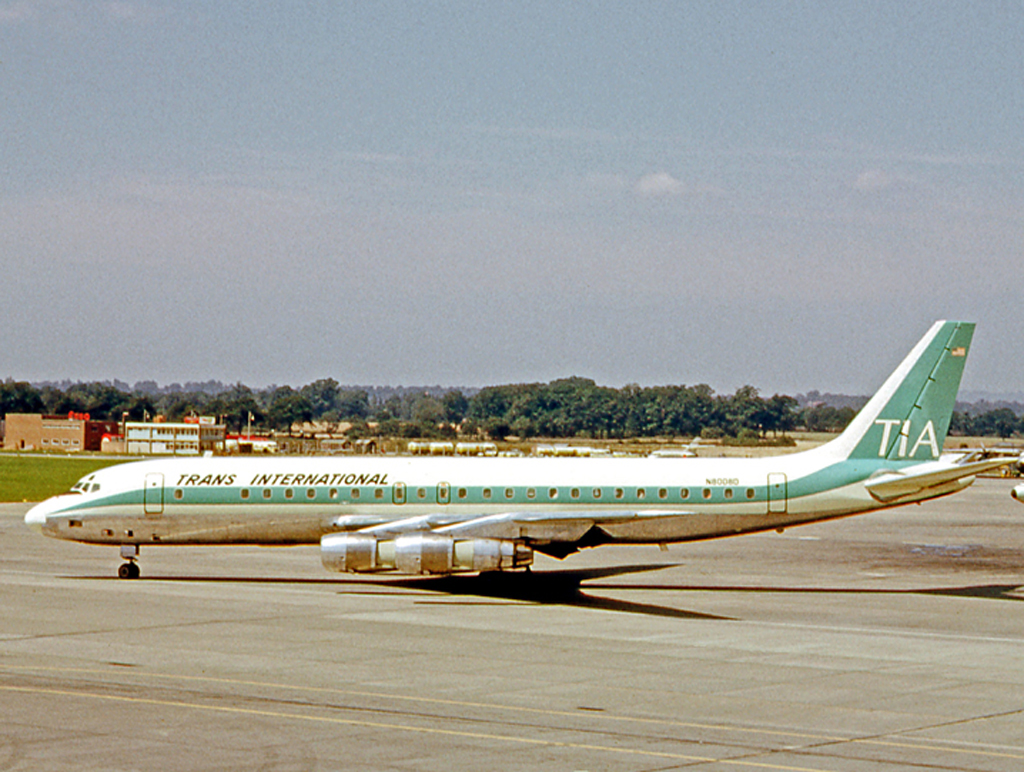
První DC-8 N8008D, který prvně vzlétl 30. května 1958 jako Series 10. Zde přestavěný na Series 51 a provozovaný Trans International Airlines na letišti Londýn Gatwick v roce 1966

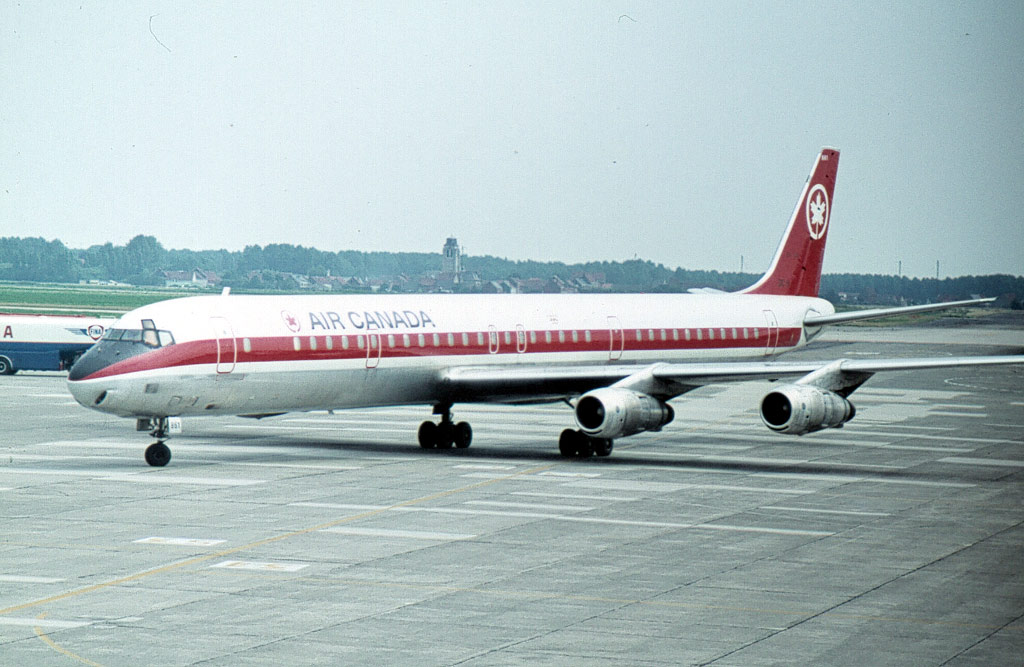
Air Canada DC-8-61

- DC-8 Series 10 - maximální hmotnost stoupla ze 120 tun na 123 tun. Původně se jmenovalo DC-8A ale po nástupu DC-8 series 30 se přejmenovalo.
- DC-8 series 20 - vysokovýkonné motory Pratt & Whitney JT4A-3 o tahu 15,916 lbf (70,8 kN) zvýšily max. hmotnost na 125 tun. Původně se jmenovalo DC-8B, po nástupu DC-8 series 30 se přejmenovalo.
- DC-8 Series 31 - Určený pro mezikontinentální lety, s motory JT4A-9 o tahu 16,906 lbf (75,2 kN) stoupla max. hmotnost na 136 tun.
- DC-8 series 32 - byl podobný ale max. hmotnost stoupla na 140 tun.
- DC-8 series 33 - má proudové motory JT4A-11 17,625 lbf (78,4 kN. Vztlakové klapky povolily úhel 1,5 stupně čímž se zvýšila efektivita letu. Dále mělo zesílený podvozek a max. Hmotnost 143 tun.
- DC-8 series 40 - byly velmi podobné jako series 30, ale měly výkonnější dvouproudové motory Rolls-Royce Conway po tahu 17,625 lbf (78,4 kN). Pro vyšší efektivitu letu - méně hluku a méně kouře. Sice byly 40 série dobré, prodalo se jejich málo.
- DC-8 series 41 a 42 - max. hmotnost byla 140 nebo 143 tun
- DC-8 series 43 - nový design křídel zvýšil dolet o 8 procent, max. hmotnost o 3 tuny a průměrnou rychlost o 10 uzlů (19 km/h).
- DC-8 series 50 - Mnoho starších strojů bylo přestavěno na tento standard.
- DC-8 series 51, 52, 53 - všechny měly motory JT3D-1 17,108 lbf (76.1 kN) nebo JT3D-3B 18,120 lbf (80.6 kN) s různými max. hmotnostmi: 126, 138 a 142 tun .
- DC-8 series 55 - opět motor JT3D-3B s max. vzletovou hmotnosti 147 tun
- DC-8 Jet Trader - Douglas vyrobil novou nákladní verzi DC-8 založenou na 50 series.

### Super šedesátky
- DC-8 series 61 - bylo navrženo s vysokou kapacitou a středním doletem. Mělo stejná křídla a konstrukci jako series 53 a zmenšen dolet pro zvýšení kapacity. Celkem bylo prodáno 88 kusů.
  - První let - 14. březen 1966.
  - FAA certifikace - 2. září 1966.
  - První dodávka - 26. leden 1967 (United Airlines)
  - Uvedení do provozu - 25. únor 1967 (United Airlines)
- DC-8 series 62 - motor JT3D-7 s dalšími změnami zvýšil i dolet. Max. hmotnost je 151 tun, kapacita 159 pasažérů a dolet 9 600 km.
  - První let - 29. srpen 1966.
  - FAA certifikace - 27. duben 1967
  - První dodávka - 5. květen 1967 (Skandinavian Airlines)
  - Uvedení do provozu - 22. květen 1967 (Skandinavian Airlines)
- DC-8 series 63 - poslední varianta této série, která se začala používat v červnu 1968. Šlo o kombinaci dlouhého trupu z verze -61 a řadou aerodynamických vylepšení, zvýšením zásoby paliva, a motoru JT3D-7 z -62. Max. vzletová hmotnost je 159 tun a dolet je 7 600 km. Bylo vyrobeno 107 kusů a zhruba polovina byla určena k převážení nákladu.
  - První let: 10. duben 1967
  - FAA certifikace: 30. červen 1967
  - První dodávka: 15. červenec 1967 KLM
  - Uvedení do provozu: 27. červenec 1967 KLM
  - Poslední dodávka: květen 1972 Skandinavian Airlines

### Super sedmdesátky
- DC-8 series 72, 73 - byly přímočarými nástupci -62, -63, motory JT3D byly nahrazeny dvouproudovými motory CFM56-2 o tahu 22,144 lbf (98.5 kN).
- DC-8 series 71 - dosáhlo totéž, ale vyžadovalo podstatně více modifikací protože -61 nemělo upravená křídla a přemístěné motory jako -62, -63. Max. vzletová hmotnost byla stejná, ale bylo zde zmenšeno užitečného zatížení, protože motory byly trochu těžší.
- Všechny 3 modely byly certifikovány v roce 1982.

## Specifikace
| Varianta                                                          | -10/20/30                                                                                                   | -40/43/50/55 | -61/71                                                                        | -63/73                                                                        | -62/72                                                                  |
| ----------------------------------------------------------------- | --- | --- | ----------------------------------------------------------------------------- | ----------------------------------------------------------------------------- | ----------------------------------------------------------------------- |
| Cestující                                                         | 177 | -40/43: 177, -50/55: 189 | 259                                                                           | 259                                                                           | 189                                                                     |
| Max. cargo                                                        | 1,390 cubic feet (0,0394 m3)                                                                                | 1,390 cubic feet (0,0394 m3) | 2,500 cubic feet (0,0708 m3)                                                  | 2,500 cubic feet (0,0708 m3)                                                  | 1,615 cubic feet (0,0457 m3)                                            |
| Rozpětí                                                           | 142,4 stop (43,4 m)                                                                                         | 142,4 stop (43,4 m) | 142,4 stop (43,4 m)                                                           | 148,4 stop (45,2 m)                                                           | 148,4 stop (45,2 m)                                                     |
| Délka                                                             | 150,7 stop (45,9 m)                                                                                         | 150,7 stop (45,9 m) | 187,4 stop (57,1 m)                                                           | 187,4 stop (57,1 m)                                                           | 157,5 stop (48,0 m)                                                     |
| Trup                                                              | vnější šířka: 147 in (373,4 cm), vnitřní šířka: 138,25 in (351,2 cm)                                        | vnější šířka: 147 in (373,4 cm), vnitřní šířka: 138,25 in (351,2 cm)                                                                             | vnější šířka: 147 in (373,4 cm), vnitřní šířka: 138,25 in (351,2 cm)          | vnější šířka: 147 in (373,4 cm), vnitřní šířka: 138,25 in (351,2 cm)          | vnější šířka: 147 in (373,4 cm), vnitřní šířka: 138,25 in (351,2 cm)    |
| Max. vzletová hmotnost (MTOW)                                     | -10: 273,000 liber (0,1 t) -20: 276,000 liber (0,1 t) 30: 315,000 liber (0,1 t)                             | 315,000 liber (0,1 t) -55: 325,000 liber (0,1 t)                                                                                                 | 325,000 liber (0,1 t) -F: 328,000 liber (0,1 t)                               | 355,000 liber (0,2 t)                                                         | 350,000 liber (0,2 t) -72F: 335,000 liber (0,2 t)                       |
| Max. užitečné zatížení                                            | -10: 46 103 liber (20,9 t) -20: 43 624 liber (19,8 t) -30: 51 870 liber (23,5 t)                            | 52 000 liber (23,6 t) -43: 41 691 liber (18,9 t)                                                                                                 | -61: 71 899 liber (32,6 t) -71: 60 300 liber (27,4 t)                         | -63: 71 262 liber (32,3 t) -73: 64 800 liber (29,4 t)                         | -62: 51 745 liber (23,5 t) -72: 41 800 liber (19,0 t)                   |
| Operační prázdná hmotnost (OEW)                                   | -10: 119,797 liber (0,1 t) -20: 123,876 liber (0,1 t) -30: 126,330 liber (0,1 t)                            | -40/50: 124,800 liber (0,1 t) -43: 136,509 liber (0,1 t) -55: 138,266 liber (0,1 t)                                                              | -61: 152,101 liber (0,1 t) -71: 163,700 liber (0,1 t)                         | -63: 158,738 liber (0,1 t) -73: 166,200 liber (0,1 t)                         | -62: 143,255 liber (0,1 t) -72: 153,200 liber (0,1 t)                   |
| Max. paliva                                                       | 23,393 US gallon (0,1 m3), -10/20: 17,550 US gallon (0,1 m3)                                                | 23,393 US gallon (0,1 m3), -10/20: 17,550 US gallon (0,1 m3)                                                                                     | 23,393 US gallon (0,1 m3), -10/20: 17,550 US gallon (0,1 m3)                  | 24,275 US gallon (0,1 m3)                                                     | 24,275 US gallon (0,1 m3)                                               |
| Motory (dvouproudové mimo proudových JT3C a JT4A)                 | -10: P&W JT3C -20/30: P&W JT4A                                                                              | -40/43: RCo.12 -50/55: P&W JT3D-3B | Super 61/62: P&W JT3D-3B Super 70: CFM56-2                                    | Super 61/62: P&W JT3D-3B Super 70: CFM56-2                                    | Super 63: P&W JT3D-7 Super 70: CFM56-2                                  |
| Cestovní rychlost                                                 | Mach 0,82 (483 kn; 895 km/h)                                                                                | Mach 0,82 (483 kn; 895 km/h) | Mach 0,82 (483 kn; 895 km/h)                                                  | Mach 0,82 (483 kn; 895 km/h)                                                  | Mach 0,82 (483 kn; 895 km/h)                                            |
| Dolet (-10/20/30/40/50: max PL, -43/55/Super 60/Super70: max pax) | -10: 3,760 námořních mil (6,964 km) -20: 4,050 námořních mil (7,501 km) -30: 4,005 námořních mil (7,417 km) | -40: 5,310 námořních mil (9,834 km) -43: 4,200 námořních mil (7,778 km) -50: 5,855 námořních mil (10,843 km) -55: 4,700 námořních mil (8,704 km) | -61: 3,200 námořních mil (5,926 km) -71: 3,500 námořních mil (6,482 km)       | -63: 4,000 námořních mil (7,408 km) -73: 4,500 námořních mil (8,334 km)       | -62: 5,200 námořních mil (9,630 km) -72: 5,300 námořních mil (9,816 km) |
| Nákladní verze                                                    | | -50/-55 | -61/71                                                                        | 63/73                                                                         | -62/72                                                                  |
| Objem                                                             | | -50: 9 310 cubic feet (264 m3) -55: 9,020 cubic feet (0,2554 m3)                                                                                 | 12,171 cubic feet (0,3446 m3)                                                 | 12,830 cubic feet (0,3633 m3)                                                 | 9,737 cubic feet (0,2757 m3)                                            |
| Užitečné zatížení                                                 | | -50: 88,022 liber (0,0 t) -55: 92,770 liber (0,0 t)                                                                                              | -61: 88,494 liber (0,0 t) -71: 81,300 liber (0,0 t)                           | -63: 119,670 liber (0,1 t) -73: 111,800 liber (0,1 t)                         | -62: 91,440 liber (0,0 t) -72: 90,800 liber (0,0 t)                     |
| Operační prázdná hmotnost                                         | | -50: 130,207 liber (0,1 t) -55: 131,230 liber (0,1 t)                                                                                            | -61: 145,506 liber (0,1 t) -71: 152,700 liber (0,1 t)                         | -63: 141,330 liber (0,1 t) -73: 149,200 liber (0,1 t)                         | -62: 138,560 liber (0,1 t) -72: 140,200 liber (0,1 t)                   |
| Max PL Range                                                      | | -55: 3,000 námořních mil (5,556 km) | -61/63: 2,300 námořních mil (4,260 km) -71/73: 2,900 námořních mil (5,371 km) | -61/63: 2,300 námořních mil (4,260 km) -71/73: 2,900 námořních mil (5,371 km) | -62: 3,200 námořních mil (5,926 km) -72: 3,900 námořních mil (7,223 km) |